# Edward Fenech Adami

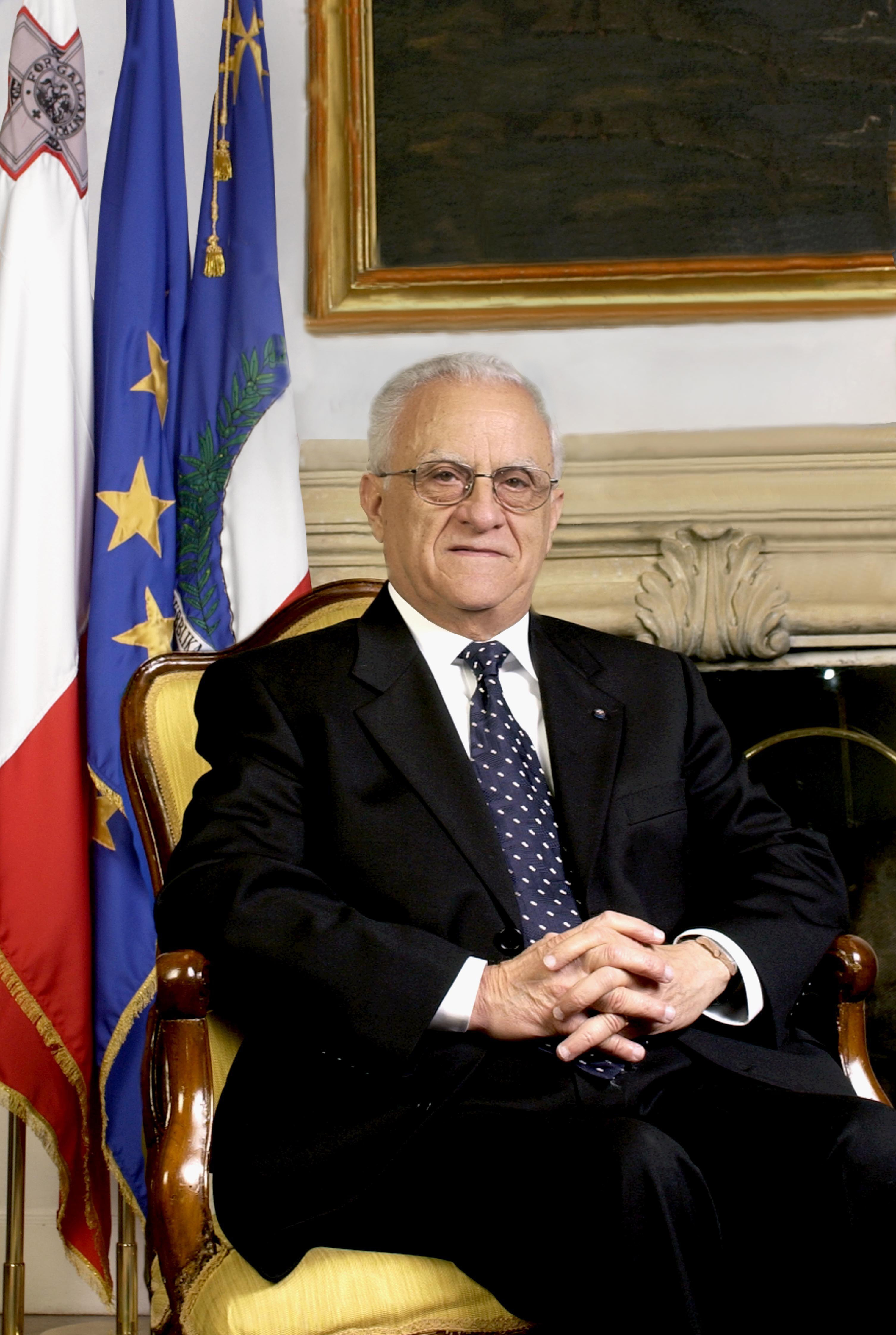
Edward Fenech Adami

Edward Fenech Adami (* 7. Februar 1934 in Birkirkara) ist ein maltesischer Politiker. Er war von 1987 bis 1996 und erneut von 1996 bis 2004 Premierminister sowie von 2004 bis 2009 Präsident von Malta.

## Leben
Adami ist der Sohn eines Zollbeamten. Nach dem Schulbesuch des Jesuiten-College studierte er an der Universität von Malta zunächst Wirtschaftswissenschaften, wechselte dann aber zu Jura. Im Jahr 1959 eröffnete er eine Praxis als Rechtsanwalt.
In den frühen 1960er Jahren trat er in die Christlich-Demokratische Nationalistische Partei (PN) ein. Bereits 1969 wählten die Malteser ihn in das Parlament. In den folgenden Jahren bekleidete Adami zahlreiche hochrangige Parteiposten, wie Präsident des Verwaltungsrats und der Generalräte. Danach wurde er zum Parteivorsitzenden gewählt und löste Giorgio Borg Olivier 1977 von seinem Posten als Vorsitzender der konservativen PN ab. 1987 wurde er zum Premierminister gewählt und 1992 wiedergewählt. 1996 verlor er die Wahlen, wurde jedoch 1998 wiederernannt. In den Jahren seiner Zeit als Premierminister sorgte Adami dafür, dass die physische Infrastruktur des Landes überarbeitet und verbessert wurde, auch rechtliche Grundlagen und geschäftliche Strukturen wurden verändert: Der Handel wurde liberalisiert, während Telekommunikation, Banken und Finanzdienstleistungen dereguliert und teilweise privatisiert wurden. Er setzte sich dafür ein, dass Malta im Juli 1990 einen Antrag zur Aufnahme in die EU stellte. Am 1. Mai 2004 wurde Malta mit weiteren neun Ländern Vollmitglied der EU.
Aus Anlass seines 70. Geburtstags legte Adami am 7. Februar 2004 sein Amt als Parteivorsitzender nieder, am 23. März das des Premierministers. Sein Nachfolger in beiden Ämtern wurde Lawrence Gonzi. Am 4. April 2004 wurde er zum Nachfolger von Präsident Guido de Marco gewählt. Am 4. April 2009 wurde er von George Abela abgelöst.
Edward Fenech Adami ist verheiratet mit Mary, geborene Sciberras, und sie haben fünf Kinder: John, Beppe, Michael, Maria und Luigi.

## Ehrungen
- 1994: Großkreuz des Ordens des Infanten Dom Henrique[1]
- 1995: Großkreuz des Päpstlichen Piusordens[2]
- 2003: European of the Year-Award, vergeben von der Brüsseler Zeitung European Voice
- 2008: Orden des Fürsten Jaroslaw des Weisen I. Klasse
- 2008: Großkreuz mit Collane des Ordens des Infanten Dom Henrique[1]
- 2009: Orden des Weißen Adlers (Polen)[3]